# 浦川聖太郞
浦川 聖太郞（うらかわ せいたろう、1975年 - ）は日本の天文学者。奈良県生駒市出身。

## 人物
神戸大学で博士号を取得したのち、日本スペースガード協会に所属しスペースデブリや小惑星について観測・研究している。2007年に美星スペースガードセンターから浅見敦夫と共同で小惑星を1個発見している。小惑星(23900) Urakawaは浦川の名前にちなんで命名された。
2020年には、国立天文台ハワイ観測所すばる望遠鏡の超広視野主焦点カメラ「Hyper Suprime-Cam」（ハイパー・シュプリーム・カム：HSC）の観測データから小惑星を検出するアプリ「COIAS（Come On! Impacting ASteroids：コイアス）」を開発。直径300メートル以下の小惑星の発見とカタログ化、および研究者でなくとも小惑星を発見できる楽しみを提供することで市民天文学への波及効果を目指している。

## 出演
- 赤江珠緒 たまむすび（TBSラジオ、2022年11月17日[5]）